# アメリカン・フォックスハウンド
アメリカン・フォックスハウンド（英語：American foxhound）は、アメリカ合衆国原産のセントハウンド犬種のひとつである。

## 歴史
1650年にロバート・ブルックという人物がアメリカにフォックスハウンドタイプの犬を輸入したことが本種の歴史の始まりである。一部の資料ではこの犬をイングリッシュ・フォックスハウンドとして解説している場合もあるが、正しくはそれではなく「イギリスから輸入されたフォックスハウンドタイプの犬」で、毛色もイングリッシュ・フォックスハウンドのようなトライカラーではなく、ブラック・アンド・タンであった。それを改良して出来た犬は時に、作出者の名前からブルック・フォックスハウンドなどとも呼ばれる。
ブルック・フォックスハウンドは、足が遅くイギリスのアカギツネよりもずるがしこくない土着のハイイロギツネを狩っていたが、1700年代になると本物のイングリッシュ・フォックスハウンドが輸入されるようになり、これと同時にイギリスのアカギツネも輸入され、ブルック・フォックスハウンドは次第にアカギツネの足の速さと狡猾さについていくことが出来なくなってしまった。そこでイングリッシュ・フォックスハウンドと異種交配が行われて状況判断力とスタミナを改善する改良が加えられた。後の1830年代にはアイルランドから輸入されたフォックスハウンドタイプの犬種であるアイリッシュ・ハウンドとケリー・ビーグルが掛け合わされて更にスピードが向上した。このほかにはフランスのセントハウンドタイプの犬やバージニア州のフォックスハウンドタイプの犬種であるバージニアン・フォックスハウンドなども交配され、現在の姿となった。
アメリカン・フォックスハウンドもイギリス種と同じく貴族のスポーツのために生み出された犬種のひとつであり、上流階級の紳士に非常に愛されていた。中でも著名な愛好家の一人はアメリカの初代大統領であるジョージ・ワシントンで、彼の飼っていたフォックスハウンドタイプの犬（フレンチ・ハウンドとも、イングリッシュ・フォックスハウンドとも、フォックスハウンドの雑種とも言われている）の1パックはアメリカン・フォックスハウンドの改良に用いられ、大きな貢献をしたことで有名となった。
本種もイギリス種と同じく、スポーツ猟犬としてキツネ狩りを行うことを専門として用いられる。狩る対象となるのはハイイロギツネとアカギツネ、及びその雑種である。大規模なパックで狩りを行い、狩り場まではハンター種という馬に乗った主人の後を追って走って向かった。到着するとすぐにキツネの臭いを捜索・追跡し始め、発見すると仲間と協力しながら追い詰めて仕留めた。尚、犬が獲物を捜索・追跡している間、主人はハンター種に乗ったまま追跡を行う。
尚、17世紀ごろに白人に抵抗するネイティブアメリカンの捜索に使われていたという記述を残した資料があるが、これは間違いであったことが近年判明している。本種及び原種のブルック・フォックスハウンドは人を捜索するような使役は与えられておらず、実際に捜索に用いられていたのはカタフーラ・レパード・ドッグの先祖種などであったことが判明している。
現在も多くの犬が実猟犬として用いられていて、ペットやショードッグとして飼育されているものは非常に少ない。大半の犬はアメリカ国内で飼育されているが、稀に原産国外でショードッグなどとして飼育されている場合もある。ペットとして飼育されている個体はやはり実猟リタイア犬（実猟犬としての適性がなかった、或いは猟犬を引退した犬）を家庭犬として訓練しなおしたものが多い。

## 特徴
イングリッシュ・フォックスハウンドと比べるとサイズはわずかに小さく、骨量も少なめで体重が軽い。筋肉質で引き締まった体つきをしていて、足と首が長い。耳は垂れ耳、尾は垂れ尾。コートはスムースコートで、毛色はホワイト・アンド・タン（ハウンドカラー）や黒・白・茶の3色のトライカラーなどがある。体高53〜64cm、体重30〜34kgの大型犬で、性格は忠実で愛情深く友好的だが、勇敢で狩猟本能が高い。家族以外の人や犬に対しても友好的に接するが、小動物や毛の長い小型犬種に対しては狩猟本能の引き金を引かれ、見境がなくなる傾向にある。このため、そのような動物や小型犬と一緒に飼育させるには仔犬のころからそれと接させ獲物でないことを教えるか、実猟リタイア犬の場合は厳しい訓練を行った上、別の遊びを教えてやる（好物を隠して探させる、ボール遊びなど）必要がある。しつけは基本的に主人からのみ受け付ける。吠え声は大きくよく響き、持久力はイギリス種と同じく非常に莫大で、10数マイルの道を走って狩り場へ行き、その後5時間ほどキツネの臭いを探して追跡し続けるほどの体力を持っている。このため初心者には飼育が非常に難しい、生粋の猟犬である。かかりやすい病気は大型犬でありがちな股関節形成不全などがある。